# La herida y el cuchillo (Notas para un film sobre Emilio García Wehbi)
La herida y el cuchillo (Notas para un film sobre Emilio García Wehbi) es una película documental de Argentina filmada en colores dirigida por Miguel Zeballos sobre su propio guion. Se estrenó el 31 de diciembre de 2020 como parte del bloque de Artistas en Acción de la 21° edición del BAFICI. El 31 de diciembre de 2020 y los primeros días de enero de 2021 tuvo emisiones en la plataforma de streaming CINE.AR Play, y modo de promoción estuvo disponible de manera gratuita una semana allí.

## Sinopsis
Documental sobre el  proceso creativo del dramaturgo Emilio García Wehbi, uno de los creadores de El Periférico de Objetos. Las escenas pertenecen algunas al género de ficción, y otras llevan a cabo performance basada en el cuerpo como medio expresivo.

## Producción
El director Miguel Zeballos conoció a Wehbi en 2011 cuando este estrenó la obra de teatro Hécuba. Desde ese año, se planteó la posibilidad de trabajar con el artista. El proceso de filmación se extendió desde 2014 hasta 2019.
García Wehbi  declaró sobre el filme:

“A decir verdad, yo soy el objeto de interés de la película. No formo parte más que siendo aquel sujeto que fue filmado durante cinco años. Miguel me escribió un mail diciéndome que quería hacer un documental sobre mi proceso creativo, no tanto los resultados sino los procesos, le interesaba la cocina y aquello que el público no ve. Cómo trabajo, cómo elaboro los procesos, la relación con los demás integrantes, y cuando me propuso este proyecto y me dio algunas coordenadas, me parecieron interesantes”.

### Entrevistados
Fueron entrevistados para este filme:
- Emilio García Wehbi
- Maricel Álvarez
- Horacio Marassi
- Gabo Ferro

## Comentarios críticos
Leonardo D’Espósito opinó en la revista Noticias que la película le resultó interesante por su premisa de “retratar la obra de un artista ‘a la manera’ de las obras del artista”, una idea que si bien afirma "no es del todo original", brinda una "mirada doblemente personal (del realizador, del objeto de estudio) sobre lo estético." 
Por su parte Leandro Arteaga en Página 12 le otorgó una calificación de ocho puntos sobre diez. Afirmó que el título refleja el contenido de la película, dado que son notas recopiladas "seguramente insuficientes", y habló sobre los lineamientos estéticos del director, particularmente con el uso de desnudos donde "el cuerpo se expone como lo que es, bello y raro, vigoroso en sus formas parecidas y desnudez única"; un recurso que, de acuerdo con Arteaga, recuerda a la película La noche de Edgardo Castro.
Ezequiel Boetti, para Otroscines.com también ahondó sobre el enfoque interdisciplinario de las artes que se utilizó para estructurar la película, con variedad de lenguajes artísticos y la conjugación de los géneros documental, ensayístico y la ficción, 
El resultado es un filme que "no utiliza las herramientas más usuales en el cine documental (...) en cambio, se acerca en su tono y formato a la experimentación". Calificó con tres estrellas de cinco.